# Санта Мария Ое
Санта Марѝя Оѐ (на италиански: Santa Maria Hoè, на западноломбардски: Santa Maria Uè, Санта Мария Уе) е село и община в Северна Италия, провинция Леко, регион Ломбардия. Разположено е на 371 m надморска височина. Населението на общината е 2256 души (към 2010 г.).